# Ciney (bier)
Ciney is een Belgisch bier van hoge gisting, dat wordt gebrouwen door Alken-Maes. Het bier komt in twee varianten, blond en bruin.

## Kenmerken
Ciney Bruin smaakt zoetig, en is minder bitter dan Ciney Blond. Deze laatste heeft als kenmerk dat het in tegenstelling tot andere blonde bieren glashelder blijft bij koude. Beide hebben een alcoholpercentage van 7% en worden verkocht in flesjes van vijfentwintig centiliter.
Een Ciney wordt het best koud gedronken, in het bijhorende glas, met een schuimkraag van enkele vingers. Aangeraden wordt een bewaartemperatuur van 6°C.

## Historiek
Het streekbier is het geesteskind van drankenhandelaar Roger Demarche uit Ciney, die het aanvankelijk liet brouwen bij Brouwerij Grade in Mont-Saint-Guibert.
Op 23 juni 1978 werd voor het eerst een "Cuvée de Ciney" Brune getapt in café Rubens onder de kerktoren van Ciney. Het bier werd oorspronkelijk enkel op vat afgevuld.
Wegens het grote succes wordt in 1980 ook een blonde variant gebrouwen, die ook aanslaat. Pas in het midden van de jaren tachtig wordt de verkorte naam "Ciney" gebruikt. In 1986 komt ook de sterkere Ciney Speciale 10 (9% alcohol) op de markt.
Vanaf 1992 werden de bieren gebrouwen bij Brouwerij Union in Jumet, een onderdeel van Alken-Maes. In 2000 kocht Alken-Maes het merk en de drankenhandel over van de familie Demarche.
Sinds de sluiting van de brouwerij in Jumet in 2007 worden de bieren gemaakt in de industriële brouwerij van Alken. De Ciney Speciale wordt niet langer gebrouwen.

## Bieren
- Ciney Blond - 7%
- Ciney Bruin - 7%
- Ciney Speciaal 10 - 9% donker bier